# Concerto grosso
Concerto grosso (italiano para 'concerto grande'; plural : "concerti grossi") é uma forma musical em que um grupo de solistas (concertino) — geralmente dois violinos e um violoncelo — dialoga com o resto da orquestra (ripieno), por vezes fundindo-se com este resultando no tutti. Trata-se de uma forma estritamente instrumental, típica do período barroco.
A denominação concerto grosso surgiu por volta de 1670, na partitura de uma cantata de Alessandro Stradella. Praticado, sobretudo, na Itália e na Inglaterra — um pouco nos países germânicos, mas nunca na França —, essa forma  deriva da música veneziana a coro duplo e da suíte de danças.
As diferentes partes, concertino, ripieno e tuttti, são sustentadas pelo grupo do baixo contínuo (geralmente, feito por uma  viola da gamba ou cravo). Alguns compositores utilizaram simplesmente a denominação de concerto, sinfonia ou sonata para designar a forma do concerto grosso.
O concerto grosso é, freqüentemente, dividido em quatro movimentos, alternativamente lentos e rápidos. Francesco Geminiani adicionou a viola ao concertino, para assim obter um quarteto de cordas completo.
Essa forma musical desapareceu no fim do Barroco, dando lugar a novas formas e gêneros, como as sinfonias pré-clássicas de Stamitz e a sinfonia concertante.
Mas, no século XX,  a forma concerto grosso voltou a ser usada por vários compositores, como Igor Stravinsky, Ernest Bloch, Ralph Vaughan Williams, Bohuslav Martinů, Malcolm Williamson, Henry Cowell, Alfred Schnittke, William Bolcom, Heitor Villa-Lobos, Eino Tamberg, Krzysztof Penderecki e Philip Glass. Embora Edward Elgar (1857-1934) não possa ser considerado um compositor contemporâneo, sua romântica  Introduction and allegro tem semelhanças com instrumentação do concerto grosso, com um quarteto solista (concertino) "conversando" com o restante do efetivo (ripieno).

## Compositores deconcerti grossi

### Barrocos
- Evaristo Felice dall' Abaco
- Tomaso Albinoni
- Charles Avison
- Francesco Barsanti
- Francesco Antonio Bonporti
- Giovanni Francesco di Caspará
- Pietro Castrucci
- Arcangelo Corelli
- Charles Dieupart
- Willem de Fesch
- Francesco Geminiani
- Baldassare Galuppi
- Johann Gottlieb Graun
- Giovanni Lorenzo Gregori
- Georg Friedrich Haendel
- Johann David Heinichen
- Pieter Hellendaal
- Leonardo Leo
- Pietro Locatelli
- Francesco Manfredini
- Benedetto Marcello
- Georg Muffat
- Giovanni Battista Sammartini
- Alessandro Scarlatti
- Georg Philipp Telemann
- Giuseppe Torelli
- Unico Wilhelm van Wassenaer
- Silvius Leopold Weiss
- Giuseppe Valentini
- Francesco Maria Veracini
- Antonio Vivaldi
- Domenico Scarlatti

### Contemporâneos
- Jean Absil (1944)
- William Alwyn (1942 ; 1950 ; 1964)
- Gheorghi Arnaoudov (1987)
- Stanley Bate (1952)
- Robert Russell Bennett (19??)
- Ernest Bloch (1925 ; 1952)
- Darijan Božič (1960)
- Benjamin Boretz (1954)
- Pavel Bořkovec (1942)
- John Casken (19??)
- Warren Cohen (3 concertos)
- Franco Donatoni (1992)
- Avner Dorman (2003)
- Andrei Eshpai (1966-7)
- Timothy Ewers (1998)
- Eric Gaudibert (1988)
- Philip Glass (1992)
- Vladimír Godár (1985)
- Geoffrey Grey (1972 ; 1988)
- Pelle Gudmundsen-Holmgreen (1990 ; rev. 2006)
- Jean Guillou (1978)
- Jan Hanuš (1971)
- Alun Hoddinott (1965 ; 1966)
- Heinrich Kaminski (1923)
- Olav Kielland (1952)
- Sebastian Krajewski (2000 ; 2005)
- Oldřich František Korte (1954-85)
- Jean-Yves Malmasson (1992-94)
- Bohuslav Martinů (1937)
- Miroslav Miletić (19??)
- Robin Milford (1936)
- Julián Orbón (1958)
- Marta Ptaszynska (1996 ; 1996)
- Artin Poturlyan (2000)
- Robert Xavier Rodriguez (Oktoechos, 1983)
- Lepo Sumera (2000)
- Krzysztof Penderecki (2000-1 ; 2004)
- Yves Prin (1977 rev. 1984)
- Arnold Rosner (deux concertos)
- Alfred Schnittke (1976-77 ; 1981-82 ; 1985 ; 1988 ; 1991 ; 1973)
- Nikolaos Skalkottas (1928-31)
- Philip Sparke (1988)
- Albert Stoessel (1935)
- William Sweeney (1990)
- Eino Tamberg (1956)
- Fisher Tull (19??)
- Heitor Villa-Lobos (1959)
- Ralph Vaughan Williams (1950)
- Malcolm Williamson (1965)
- Charles Wuorinen (Synaxis, 2007)
- Franciszek Zachara (6 concertos)
- Ellen Taaffe Zwilich (1985)
- New Trolls